# ドロシー・ホジキン

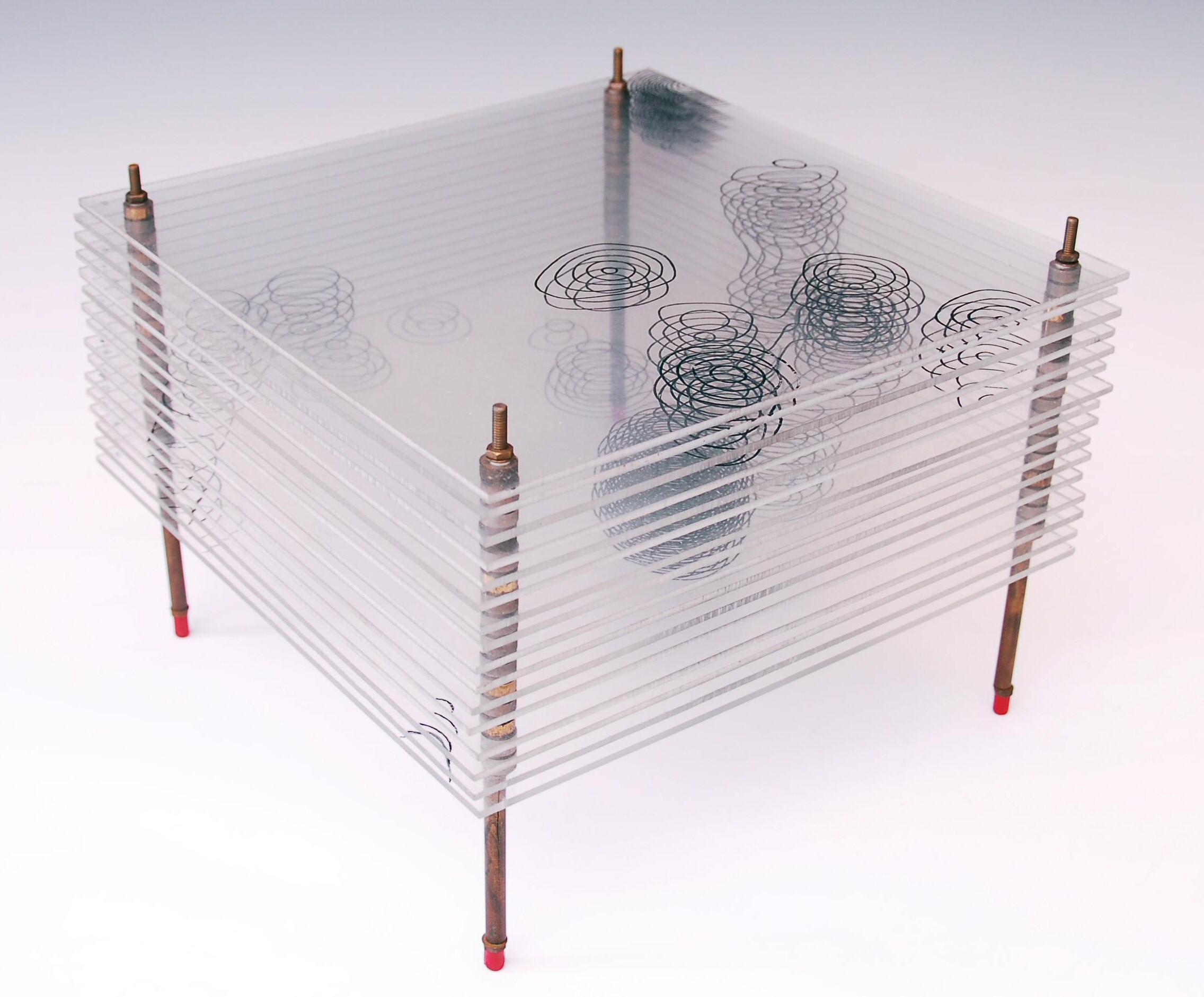
ホジキンがオックスフォード大学で作成したペニシリンの構造モデル（1945年頃）

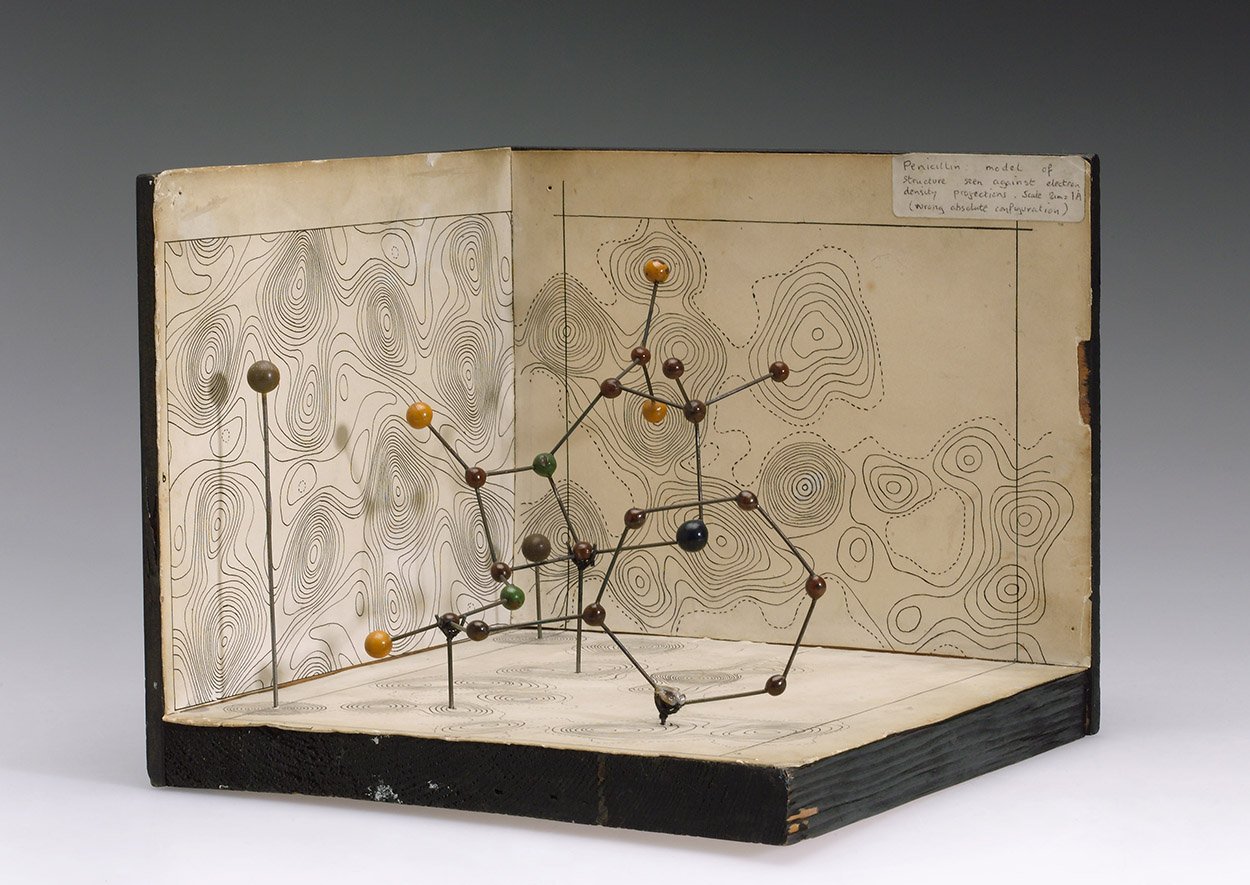
ホジキンが作成したペニシリンの分子モデル（1945年頃）

ドロシー・クローフット・ホジキン（英語: Dorothy Crowfoot Hodgkin、1910年5月12日 - 1994年7月29日）は、エジプト王国カイロ生まれ、イギリス国籍の生化学者、化学者、結晶学者。X線回折法による生体物質の分子構造の決定により1964年にノーベル化学賞を受賞した。旧姓はドロシー・メアリ・クローフット（Dorothy Mary Crowfoot）である。
夫は歴史学者のトマス・リオネル・ホジキンで、1937年に結婚して3人の子を儲けた。イギリスの化学者マックス・ペルーツはホジキンを「彼女は偉大な化学者で、聖人」と述べている。

## 生涯
ドロシー・メアリ・クローフットは1910年5月12日、父の赴任先であったエジプト王国のカイロに監督官の父ジョン・ウィンター・クローフット（John Winter Crowfoot、1873年 - 1959年）と考古学者であった母グレース・クローフット（Grace Crowfoot、1877年 - 1957年）の元に生まれ、10歳の頃に化学の初歩を学び、結晶や化学に興味を持った。
16歳の誕生日に母からイギリスの物理学者であるヘンリー・ブラッグの著書『物の本性について（Concerning the Nature of Things）』（1925年）を与えられ、結晶学に興味を抱くようになる。18歳の頃にはパレスチナに趣き、発掘作業に参加するなど、考古学にも関心を示した。
1928年にイギリスのオックスフォード大学サマーヴィル・カレッジに入学。化学を専攻する一方、結晶学のコースも専攻していた。1932年にオックスフォード大学を卒業し、ケンブリッジ大学ニューナム・カレッジに博士課程修得のため、有機化合物のX線結晶構造解析のパイオニアであり、科学史家でもあったジョン・デスモンド・バナールのもとで研究をした。なお、この頃（20代の半ば）よりホジキンは慢性関節リウマチを患うようになっていた。
1934年にはオックスフォード大学の講師、研究員として同大学に戻り、教鞭を執った。なお1940年代、ホジキンが受け持った生徒の中に後にイギリスの首相となるマーガレット・サッチャーがいた。
1935年に1930年代の分子生物学におけるX線結晶構造解析の第一人者であったジョン・デスモンド・バナールと共にペプシンの結晶で回折パターンを見出した。
1937年、歴史学者のトマス・リオネル・ホジキンと結婚。後に3人の子を儲けた。
1941年頃から1949年頃にかけて、当時開発されて間もないコンピュータを用いてX線の実験データを解析し、ペニシリンを構造決定した。また1948年頃から1956年にかけては、ビタミンB12を構造決定した。1969年にはインスリンを構造決定した。
1970年、ブリストル大学名誉総長(Chancellor)に任命される。1988年まで同職にあった。
1994年7月29日、イギリスウォリックシャーのイルミントンで死去。84歳。

## 受賞･栄典
1965年には女性として2人目のメリット勲章をエリザベス2世から叙勲された。また、王立協会より1970年にはベーカリアン・メダル、1976年にはコプリ・メダル、1972年にはアメリカ糖尿病協会よりバンティング・メダル、1982年にはロシア科学アカデミーよりロモノーソフ金メダルが授与された。

## その他
- 2014年5月12日、ホジキン生誕104周年を記念してGoogleのロゴにホジキンの分子モデルが採用された[8]。

## ホジキンを扱った伝記等
- シャロン・バーチュ・マグレイン著、中村桂子監訳　中村友子[9]訳 『お母さん、ノーベル賞をもらう―科学を愛した14人の素敵な生き方』（工作舎、1996年）
- 小山慶太著 『肖像画の中の科学者』（文春新書、1999年）
- ジョージナ・フェリー著、田村実・バージン・ルース訳 『ドロシー・ホジキン 女性ノーベル賞科学者の人生』（アトラス出版、2022年）